# ヘルマン・マイヤー
ヘルマン・マイヤー（Hermann Maier、1972年12月7日 - ）は、オーストリア出身のアルペンスキー選手。高速系の種目を得意とし、とりわけスーパー大回転では長年無敵を誇った。スキーは長らくアトミックを使用してきたが、2008シーズンからヘッドを使用。
大転倒や交通事故をも乗り越えて滑り続けた不死身ぶりやファーストネーム Hermann と映画『ターミネーター』（主演のアーノルド・シュワルツェネッガーもマイヤーと同じくオーストリア出身）をもじってつけられた“ハーミネーター”というニックネームで知られる。弟のアレクサンダー・マイヤーはスノーボード選手。

## 経歴
若い頃は夏は煉瓦職人、冬は父が経営するスキー学校の教師として働いていた。1996年に24歳でワールドカップにデビュー。
1998年長野オリンピックの滑降の競技中に強風に煽られてバランスを崩しコースを大きく外れ転倒する。滑走で時速100km/hの速度で防護ネットを突き破って50m近く転げ落ちた末にようやく止まり病院に運ばれた。幸い大事には至らなかったと報道されていたが、この転倒で両膝に打撲と左肩を脱臼する大怪我を負った。大事を取って直後に予定されていた複合を棄権、しかしこの大クラッシュのわずか3日後にスーパー大回転に出場し金メダルを獲得。さらに大回転でも金メダルを獲得したため、多くのファンに「不死身」というイメージを植え付けた。
1999年-2000年シーズンにはシーズン序盤から圧倒的な強さを見せ、アルペンW杯史上初の2000点の大台に到達して個人総合優勝に輝いたほか、滑降、スーパー大回転、大回転でも種目別優勝を果たして1967年のジャン＝クロード・キリー（フランス）以来の4冠を達成、翌シーズンもこの4つのタイトルを獲得している。
2001年8月24日、バイクで自宅に向かう途中、道を横切ろうとした車を避けようとして横転しバイクごと溝に転落、右下腿骨開放性複雑骨折の重傷を負った。ヘリコプターでザルツブルクの救急病院に運ばれ7時間に及ぶ手術を受けた。右足切断も危惧されたが、その後驚異的な回復を見せ、選手生命の危機を乗り越え奇跡的に復活した。
2002年ソルトレークシティオリンピックは欠場したが、復帰した2004年に自身4度目の総合優勝、2006年トリノオリンピックでは、スーパー大回転で銀メダル、大回転で銅メダルを獲得した。
ワールドカップではしばらく優勝から遠ざかっていたが、2008年カナダ、レークルイーズでのスーパー大回転で優勝。3シーズンぶりの勝利だった。
2009年10月13日、記者会見にて引退を表明した。
ワールドカップにおいて、滑降で15勝、スーパー大回転で24勝、大回転で14勝、アルペン複合で1勝の合計54勝を挙げている。これは2020シーズン終了時点でインゲマル・ステンマルクの86勝、マルセル・ヒルシャーの67勝についで歴代3位だが、滑降で1勝以上を挙げた選手としては歴代1位であり、また高速系をメインとする選手としては2位のピルミン・ツルブリッゲンに14勝もの大差をつけている。